# ナルド・サーキット

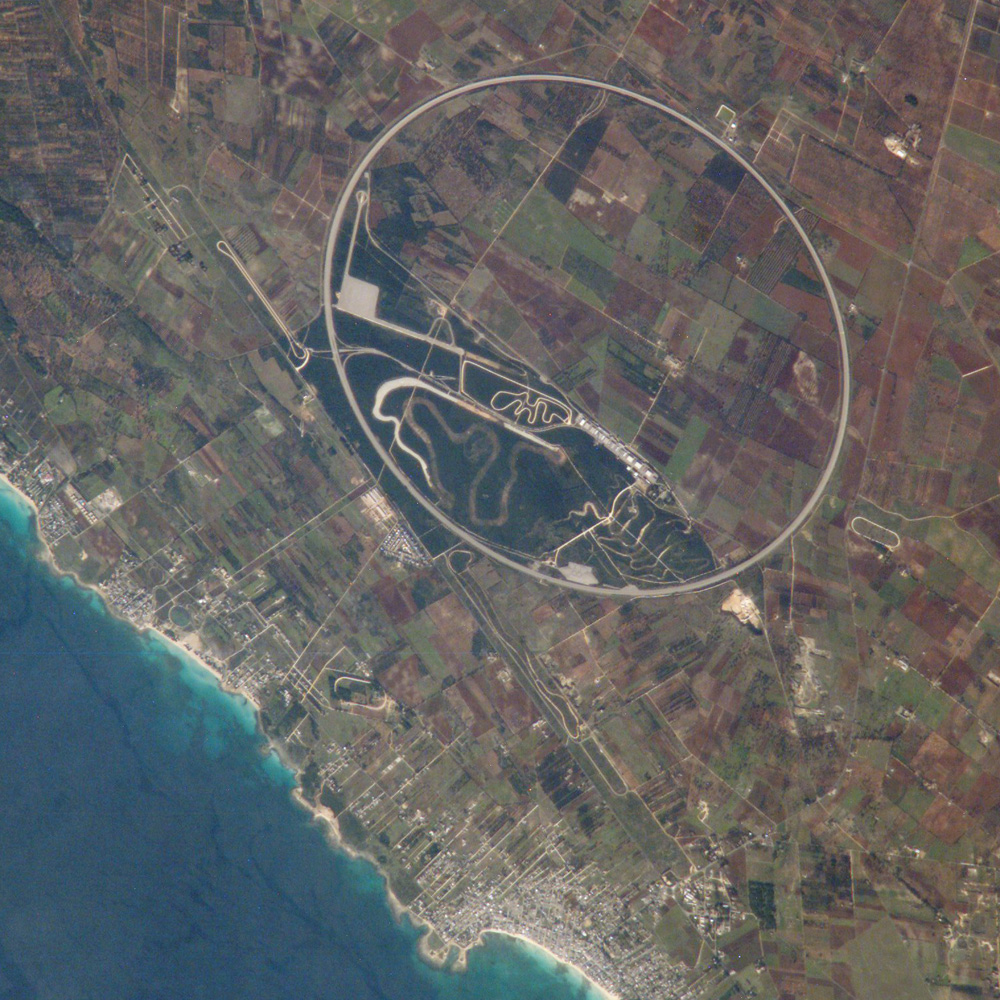
航空写真

ナルド・サーキット（イタリア語: Pista di Nardò あるいは circuito di Nardò; 英語: Nardò Ring）は、イタリア南部のナルド郊外にあるサーキットである。1975年開業。2012年よりポルシェが所有権をもつ。

## 概要
コースは直径4km、全長約12kmの完全な円形をしている。外周コースは幅16ｍの中に4つのレーンを持ち、それとは仕切られる形で内側に幅9mのレーンがある。コースにはバンクがついており、ステアリングをほとんど切らずに走行できる。
各レーンには制限速度が設けられている。
- 第1レーン - 100km/h
- 第2レーン - 140km/h
- 第3レーン - 190km/h
- 第4レーン - 240km/h

これ以上の速度で走行する場合は、コースを借り切って行わなければならない。

## 記録
- 2005年2月、ケーニグセグ・CCRがナルド・サーキットで最高速テストを行い、当時の市販車最高速度記録387.8km/hを樹立した。